# Kodály-módszer
A Kodály-módszer zenepedagógiai koncepció Kodály Zoltán zenepedagógiai módszereit foglalja össze. Kodály mindössze a nevelési elveit fektette le, és nem épített fel szisztematikus tantervet vagy tanegységeket. Az elveket tanítványaival beszélgetve utólag gyűjtötte össze, miután 1925-től kezdődően zenepedagógiával kezdett foglalkozni.
Kodály számára meghatározó volt a vidéki népesség egyszerű népzenéje, ami gyűjtőútjaitól kezdve egész életében foglalkoztatta. 1925 előtt működött zenészként, néprajzosként és zenetudósként. Tanulmányait a budapesti Zeneakadémián végezte, és zeneszerzésből szerzett diplomát. 1906-ban értekezést adott ki a magyar népdal versszakszerkezetéről. Zoltai Mátyás 1911-ben megjelent Zeneelmélet és összhangzattan című könyvében Kodály Zoltán a zenetanítás céljaként azt jelölte meg, hogy a tanulók megtanuljanak kottát olvasni, abból énekelni, és hallás után dallamot lekottázni.
1925 fordulópontot jelentett mind Kodály, mind a magyar zenepedagógia számára. Elképzeléseit egy csapat osztálykiránduláson éneklő lánnyal való találkozás hatására gondolta át.  Ennek a hatására ismerte fel, hogy egy falusi énektanár fontosabb, mint egy operaigazgató, és ettől kezdve vált számára olyan fontossá az egész nép zenei nevelése. Célja eléréséhez a továbbiakban összekapcsolta zenepedagógiai és zeneszerzői tevékenységét.
1935-től Ádám Jenővel közösen hosszú távú projektet dolgozott ki a zenetanítás megreformálására az általános és a középiskolában. Új tantervet és tanítási módszertant állítottak össze, új dalokat szereztek a gyerekek számára. Az általuk kiadott könyvek később nagy hatással voltak az ének-zenei nevelésre.
A Kodály-koncepció bevezetése 1945 szeptemberében indult Pécsett, három előképzős szolfézs csoporttal, Agócsy László, Weininger Margit és Maros Rudolf közreműködésével, Kodály személyes irányítása, ellenőrzése mellett, Pécsett. A bemutató tanításra 1945. október 27-én Pécsett, a mai Leőwey Klára Gimnázium, az akkori Notre Dame zárda nagytermében Agócsy László előképzős szolfézs csoportja részvételével került sor.
2016-ban a módszert az UNESCO a szellemi kulturális örökség részévé nyilvánította.

## Alapelvei
Kodály Zoltán zenepedagógiai ötletei az akkori magyar társadalom szociális és kulturális problémáira vezethetők vissza. Az elképzelések a magyar kultúrán alapulnak, és a többi akkori elmélethez is kapcsolódnak, de más környezetben is alkalmazhatók a helyi kultúra népdalainak felhasználásával. A zene- és nyelvtudós, népzenegyűjtő, zeneszerző, pedagógus és kultúrpolitikus Kodály írásaiban és beszédeiben leginkább kultúrpolitikai változásokat sürgetett. „A zene mindenkié” kijelentésével követelte a zene bevezetését az általános képzésbe:
Meg vagyunk győződve arról, hogy az emberiség boldogabb lenne, ha megtanul zenélni, és aki hozzájárul ennek fejlesztéséért, az nem élt hiába. És: A megújulásnak alulról kell kezdődnie. Mit használnak a legszebb tantervek, a legbölcsebb irányelvek, ha senki sincs, aki szívvel és meggyőződéssel megvalósítsa. A lelket nem lehet adminisztratív úton formálni. Sokkal könnyebb a szépség és a tudás által formált lelket adminisztrálni. Igen, ez azonban a közgondolkodás előzetes megváltozását igényli.

## Pedagógiai célkitűzései
1929-ben megjelent cikkében Kodály kijelentette: a zene közjó, és a zene demokratizálását kívánta. Magyarországon a zenének vissza kell nyernie azt a középponti szerepét, amit az ókori görög világban élvezett. A cél az volt, hogy a zenét a képzőművészet mellett mindenkinek hozzáférhetővé tegyék. A tömegek számára leginkább hozzáférhető hangszer pedig, ami nagyszabású kultúrpolitikai változást tesz lehetővé, az énekhang.
Kodály három okot nevezett meg a magyar zenei visszamaradottság okaként: az óvodai zenei nevelés elhanyagolását, az iskola intézményének elhanyagolását és a hivatásos zenészek iránti érdektelenséget. Sürgette az iskolarendszer reformját, ahol is az államnak kell gondoskodnia a zenetanítás rendszerének felépítéséről. Leo Kestenberghez hasonlóan úgy gondolta, hogy a képzés jövője az iskolában dől el, mert az iskola adja az első zenei élményeket. A mindennapi éneklés lelkileg is alakítja a gyerekeket; a kórusban éneklés a közös gondolkodást is fejleszti, és fegyelmezett embereket nevel. A zenetanítás reformjához nem elég a tananyagokat átvizsgálni, hanem szükség van az énektanárok képzésének javítására és szerepük felértékelésére. Mindezek miatt sürgette az iskolai énektanítás fejlesztését. Ahogy az írás-olvasásnak, úgy a kottaírás ismeretének is közkinccsé kell válnia, és erre kell alapulnia minden más zenei ismeretnek.

## Az énekhang mint kultúrpolitikai eszköz
A koncepció középpontjában az aktívan éneklő és zenélő tanulók állnak. Ezt követi a kórusban éneklés igénye. A kóruséneklésnek a szolfézzsal, mint a zenei hallás nevelésével együtt kell a műzenéhez vezető utat egyengetnie, merthogy a zenei halláson át vezet az út a zeneértéshez. Csak a zenei hallás fejlesztésével válik lehetővé egy mű zenei nyelvének megértése, és csak így fogható fel a zenéhez tartozó különálló tartalom. A tanulók csak jó zenei hallással válhatnak jó zenészekké. Az éneklést legkésőbb az iskolában el kell kezdeni, mert a legfontosabb zenei élmények iránti fogékonyság 6 és 16 éves kor között a legnagyobb. Kodály azonban már óvodás korban elkezdené a hallás nevelését. Zene az óvodában című írásában (1941–1957) a zenei hallás képzéséről és rendszerességéről írt. Ha a lélek hétéves korig parlagon hever, akkor már nem nőhet neki az, amit idejében nem vetettünk. Az óvoda feladata a közösségi nevelés megalapozása a zenével. 
A kóruséneklést a kórusiskola gyakorlatain előrehaladva tanítják. Ez egy zenei nevelési tanfolyam, ami az óvoda első évétől a kórusvizsgáig tart. A darabok könnyen énekelhetők, és jellemző a színes harmónia, ami kezdettől fogva lehetővé teszi az igényes többszólamúságot. A magyar népzenén alapul, amit magas zenei szinten kell énekelni, mivel a népzene a zenei anyanyelv, ezért a zenetanulás kiindulópontjának számít. Más zenei művek előtt először ezt kell megismerni. A zenetanítás célja a tiszta hangképzés. Emellett tanítják még a kottaolvasást, a hallás utáni kottázást, a transzponálást, és fejlesztik a ritmusérzéket. A kottaolvasásnak a hangszeres zene tanulásának előfeltételének kell lennie. A szolfézs eszközeivel csoportokban tanítják, mivel a csoportos tanítás a Kodály-módszer lényegéhez tartozik. Ha már tudnak kottából olvasni, akkor az éneklés második évében elkezdhetnek hangszeres zenét tanulni a szolfézs folytatása mellett.

## Módszerei
Az ismertetett alapelvek szerinti módszert Kodály, kollégái, barátai és tanítványai valósították meg. (Choksy 1981:8) Sok technikát más módszerekből vettek át. (Choksy 1999:15) A módszer kidolgozói világszerte tanulmányozták a zenetanítás módszereit, és felhasználták azokat az eszközöket, amiket hasznosnak találtak. (Choksy 1981:9).

### Fejlődési megközelítés
A Kodály-módszerbe be van építve a fejlődési megközelítés. Az egyes készségeket a gyerekek fejlődéséhez igazodva teszik meg. (Choksy 1999:10) Az egyes építőelemeket akkor vezetik be, amikor a gyerekek a legfogékonyabbak rá, és az egyszerűtől a bonyolultabb elemek felé haladnak. (Landis 1972:56) Először tapasztalati úton, hallgatással, énekléssel, mozgással ismerkednek az újdonságokkal, és csak utólag tanulják meg lejegyezni. (Landis 1972:46) Később mindent többször megismételnek, játékkal, mozgással, énekléssel és gyakorlással.

### Ritmizálás
A ritmusegységek elnevezését Emile-Joseph Chêvé-től vették át. (Choksy 1999:16) A negyedhangok neve tá, a nyolcadoké ti, így a hosszú-rövid-rövid leírása tá-titi. A hosszabb hangértékeket a tá szótag megnyújtásával fejezik ki. A félhang tá-á, az egész hang tá-á-á-á, pontozott fél tá-á-á.
A ritmizálást Émile Jaques-Dalcroze ritmikájából átvett mozgáselemek támogatják. (Choksy 1981:10) Kodály ismerte ezeket a módszereket, és egyetértett azzal, hogy a mozgás segít a ritmus befogadásában. (Landis 1972:42) Éppen ezért a Kodály-módszer használja a sétát, a járást, a futást és a tapsolást zenehallgatás vagy éneklés közben. Egyes feladatokhoz a tanárnak kell kitalálnia a megfelelő mozgást. (43)
A ritmusegységeket is a fejlődés elve szerint vezetik be. Az első ritmusértékek a negyed és a nyolcad, amiket a gyerekek már járásuk és futásuk ritmusából ismernek. (Choksy 1999:10) A ritmust hallgatással, tapsolással, a ritmusegységek nevének ütemes mondogatásával, énekléssel és mozgással vezetik be, és csak utána tanulják meg feljegyezni. Kodály csak akkor íratja ki a kottafejeket, ha szükséges, például a fél és az egész ritmusegységeknél. (13)

### Szolmizálás
Kodály már az 1930-as évektől fontolgatta a relatív szolmizáció és az úgynevezett „Nyílt éneklés” koncepcióba való emelését. Tanítványait: Ádám Jenőt, Kerényi Györgyöt és Veress Sándort küldte ki Berlinbe és Saarbrückenbe, hogy a szolmizálást, valamint a „Nyílt éneklés”-t Fritz Jöde által a gyakorlatban is tanulmányozhassák. A relatív szolmizálás módszere Nagy-Britanniából ered, ahol többek között John Curwen már a 19. században alkalmazta a zenetanításban. A Kodály-módszerben lényegi szerepet kap mind a zeneértés, mind az aktív zenélés fejlesztésében a zenei hallás nevelése által. A relatív hangsort hét hang alkotja, amelyeket a dó-ré-mi-fá-szó-lá-ti szótagok neveznek meg, és kézjelek jelölnek. A hangok módosíthatók felfelé és lefelé, így lehet a fából fi, a szóból szi, a tiből tá. A felfelé módosítást i, a lefelé módosítást á jelöli.
A szótagok kulcsként szolgálnak a hangmagassághoz, és a relatív hallást támogatják az abszolút hallással szemben. (Landis 1972:45) A módszert az angol Sarah Ann Glover fejlesztette ki a kórusénekléshez. (Landis 44) Kodály a relatív szolfézst a tonalitás fejlesztésére, így az éneklés segítésére vezette be. A relatív szolmizációt a hangszeres zenetanulás előtti lépcsőfokként, illetve a zenei "anyanyelv" egyik legfontosabb elemeként jelölte, és egy egyszerűsített rövidítéses rendszert alakított ki a ritmusjelekhez. (Choksy 1999:14)
A skála szintén a fejlődés elve szerint bővül. Az első gyakorlókönyvek a diatonikus skálán alapultak, (Choksy 1999:3) a pedagógusok azonban túl kicsinek találták a lépéseket, és túl tágnak a tartományt. (11) Ezért áthidaló megoldásként bevezették a pentaton hangkészletet, amihez utólag veszik hozzá a többi hangot. (9-10) Azóta az első dalok kis tercet tartalmaznak (mi-szó), ezután bevezetik rendre a lá, dó, és ré hangokat. Miután a gyerekek már magabiztosan használják ezeket a hangokat, bővítik hétfokúvá a skálát a fá és a ti hangokkal. (12) Tehát kezdik a hívóterccel, folytatják a pentatonnal, a dúr-moll hármashangzattal, a dúr-moll pentakorddal, a hexakorddal, a hétfokú hangkészlettel, és befejezve a szűkített és bővített hangközökkel.

### A zene jelbeszéde

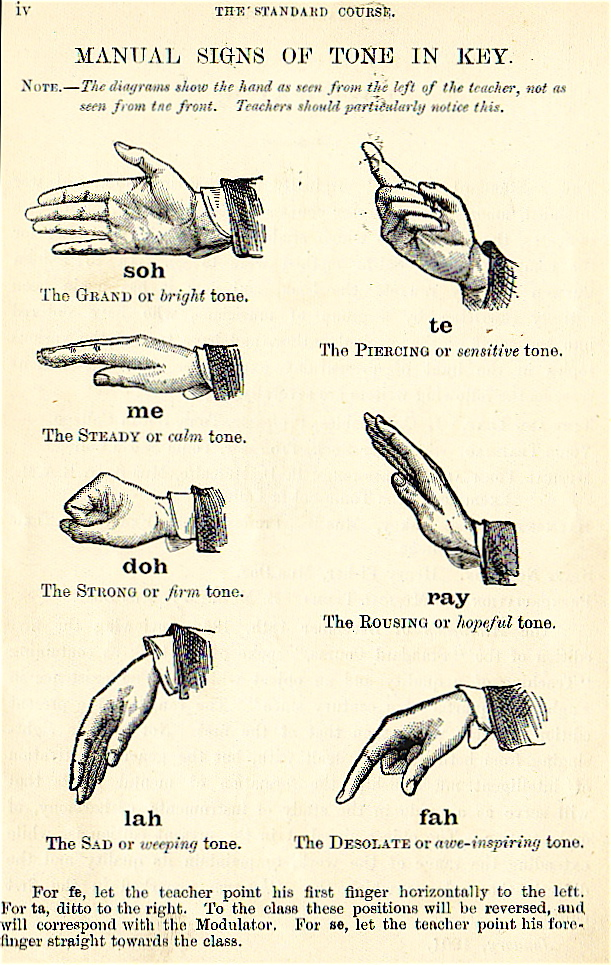
A zenei hangok Curwen-féle kézjelei

Kodály a szolmizációs hangok kézjeleit Curwentől vette át. A jelek utalnak a hangok szerepére. A dó, a mi és a szó stabil megjelenésű, míg a fá és a ti rendre a mire és a dóra mutat. A ré a dóra, a lá a szóra való lépésre utal. A kézjeleket felfelé és lefelé mozgással bővítette, hogy a gyerekek lássák, hogy merre mozog a dallam. (Wheeler 1985:15) A jeleket a test előtt képezik; az (alsó) dót derék-, a lát szemmagasságban. A jelek közötti térbeli távolság megfelel a hangköz méretének.
Az ütemezést levegőbe rajzolt egyszerű formák segítik, például a hármas ütemet háromszög, a négyeset négyzet. Ezeket az ábrákat fél kézzel és görbe vonalon legyintik a levegőbe. A kezet még többféleképpen is használják: tapsolnak, ábrázolják a vonalrendszert, szemléltetik a modulációt és a formák változását, és az összhangzattant is ennek segítségével tanulják. A jeleket már az óvodában elkezdik bevezetni.

## Tananyagai
A Kodály-módszerhez felhasznált zenék a népdalokból és az igényes műzenéből vannak összeválogatva. (Choksy 1999:16) A népzene a korai zenei nevelés ideális eszköze egyszerű nyelvezete, rövid alakzatai és pentaton hangkészlete miatt. Az általános iskolában a barokk, a klasszicista és a romantika nagy zeneszerzőinek műveivel ismerkednek, a középiskolában a 20. század zenéjéből válogatnak.
Kodály sok művet gyűjtött, írt és rendszerezett módszere számára. (Young 1964:83) Bartók Bélával és más társaival együtt hat kötetnyi magyar népzenét gyűjtött, közötte több mint ezer gyermekdalt. Ennek nagy részét fel is használta dal- és szöveggyűjteményeiben. (Choksy 1999:15) Az igényes műzenéhez való átmenetet szintén igényes zenével kellett kitölteni; Kodály több ezer dalt és más zeneművet szerzett erre a célra. Emellett kiadott még tizenhat tankönyvet is, melyek közül hat többkötetest, mindegyiket több, mint száz gyakorlattal. (Eösze 1972:69) Boosey & Hawkes ezeket a tankönyveket összesítve The Kodály Choral Method címen adta ki. (Eösze/Houlahan 2006)

## Elterjedése és hatása
Kodály elképzeléseit tanítványai terjesztették el. 1945-ben az új magyar kormány elkezdte a bevezetését az általános iskolákban. (Eősze 1962:74) Az 1948-as iskolareform óta a zenei nevelés az általános iskolán és a zeneiskolán alapul; a szocialista vezetés az egész országban elterjesztette. (Landis 1972:64) A zenei általános iskolákban a zenetanítás mindennapos. Az elsőt 1950-ben hozták létre, és akkora sikere volt, hogy egy évtizeden belül még több mint száz követte. (Eősze 1962:79) Tizenöt év múlva az ország általános iskoláinak majdnem a fele zenei általános iskola lett. (Russell-Smith 1967:44).
A Leo Kestenberg által 1953-ban alapított ISME-n (International Society for Music Educators) a nagyvilág az 1958-as konferencián megismerhette a módszert. 1964-ben a résztvevők első kézből láthatták Kodály erről szóló munkáit. A zenetanárok országszerte bejárták a zenei általános iskolákat. Ezután több országban és kontinensen is bevezették, például az Amerikai Egyesült Államokban változtatás nélkül,[forrás?] Európában átgondolt változtatásokkal. Japánban még ma is alkalmazzák. Az eredeti elképzeléseket a Kodály-társaságok fejlesztik tovább. Ezeket a társaságokat 1975 óta a kecskeméti székhelyű Nemzetközi Kodály Szövetség (IKS) fogja össze, amit az 1973-as, kifejezetten a Kodály-módszerről tartott szimpóziumon alapítottak.

## Eredményei
A különféle kutatási eredmények szerint a Kodály-módszer javítja a zenei intonációt, fejleszti a ritmusérzéket, növeli a zenei írástudást, és segíti az egyre bonyolultabb darabok előadását. (DeVries 2001:24) Emellett fejleszti az érzékelést, a motorikus képességeket és a gondolatok megformálását, ezzel támogatja más készségek, így az írás-olvasás és a matematikai készségek működését is.

## További információ
- A Kodály módszer
- International Kodály Society
- Spanyol Kodály Társaság
- Zenei ENCIklopédia – Kodály-módszer